# Polinomio
In matematica un polinomio è un'espressione composta da costanti e variabili combinate usando soltanto addizione, sottrazione e moltiplicazione, gli esponenti delle variabili sono valori interi non negativi. In altre parole, un polinomio tipico, cioè ridotto in forma normale, è la somma algebrica di alcuni monomi non simili tra loro, vale a dire con parti letterali diverse. Ad esempio:
{\displaystyle x+3y-z^{2}}
è la somma di tre monomi. Ciascun monomio viene chiamato termine del polinomio. Le costanti sono anche chiamate "coefficienti" e sono tutte elementi di uno stesso insieme numerico o di un anello.
Quando valutati in un opportuno dominio, i polinomi possono essere interpretati come funzioni. Ad esempio, il polinomio
{\displaystyle p(x)=x^{2}-3x+2}
definisce una funzione reale di variabile reale.
Quando questo ha senso, le radici del polinomio sono definite come l'insieme di quei valori che, sostituiti alle variabili, danno all'espressione polinomiale il valore nullo. Ad esempio, {\displaystyle p(x)} ha come radici i valori {\displaystyle 1} e {\displaystyle 2}, poiché sostituendoli nell'espressione del polinomio si ha  
{\displaystyle 1^{2}-3\times 1+2=0}
{\displaystyle 2^{2}-3\times 2+2=0}
I polinomi sono oggetti matematici di fondamentale importanza, alla base soprattutto dell'algebra, ma anche dell'analisi e della geometria analitica.

## Nomenclatura
Un polinomio si dice:
- ridotto in forma normale, quando è stato semplificato, sono stati accorpati i suoi termini simili e sono stati eliminati gli eventuali monomi nulli. Ad esempio:

{\displaystyle x+3y+28z-2y-28z}
ridotto in forma normale diventa
{\displaystyle x+y,}
- nullo, se consta del solo zero.
- monomio, binomio, trinomio, quadrinomio... se è la somma rispettivamente di uno, due, tre, quattro... monomi.
- omogeneo se è la somma di monomi dello stesso grado. Ad esempio:
{\displaystyle x^{2}+3y^{2}-xz}
è omogeneo di grado {\displaystyle 2}.
- completo rispetto ad una variabile, se osservando tutti i termini del polinomio di quella certa variabile e partendo dal termine di grado più elevato rispetto a quella variabile il polinomio contiene tutti i termini di grado inferiore fino a zero. Esempio di un polinomio completo rispetto a {\displaystyle z}: {\displaystyle xz^{3}+3yz^{2}+z-2.}

Due polinomi sono considerati uguali se, dopo essere stati ridotti in forma normale, hanno gli stessi termini, a meno dell'ordine. Quindi i polinomi seguenti sono uguali:
{\displaystyle x+3y+28z-2y-28z,\ x+y,\ y+x.}
Il grado di un polinomio non nullo e ridotto in forma normale è il massimo grado dei suoi monomi, mentre il grado parziale rispetto ad una variabile è il grado risultante vedendo tutte le altre variabili come coefficienti. Quindi
{\displaystyle 2+xy+y}
ha grado due, mentre ha gradi parziali uno rispetto sia a {\displaystyle x} che a {\displaystyle y}.
Si dicono coefficienti di un polinomio i coefficienti dei suoi singoli termini. Quindi i coefficienti di {\displaystyle 2+xy+y} sono rispettivamente {\displaystyle 2}, {\displaystyle 1} e {\displaystyle 1}: il coefficiente {\displaystyle 1} in un monomio è solitamente sottinteso.
Il termine noto di un polinomio ridotto in forma normale è l'unico monomio (se esiste) di grado zero, cioè non contenente variabili. Se non esiste un tale monomio, il termine noto è considerato generalmente inesistente o uguale a zero, secondo il contesto. Ad esempio, in
{\displaystyle x^{2}+y^{3}+x+5}
il termine noto è l'ultimo monomio: {\displaystyle 5}.

## Operazioni con i polinomi
Due polinomi possono essere sommati, sottratti, e moltiplicati usando le usuali proprietà commutativa, associativa e distributiva delle operazioni di somma e prodotto. Ad esempio, se
{\displaystyle p(x)=x^{2}-x,}
{\displaystyle q(x)=x+2,}
allora la somma ed il prodotto di {\displaystyle p} e {\displaystyle q} sono rispettivamente
{\displaystyle p(x)+q(x)=(x^{2}-x)+(x+2)=x^{2}+2;}
{\displaystyle p(x)q(x)=(x^{2}-x)(x+2)=x^{3}+2x^{2}-x^{2}-2x=x^{3}+x^{2}-2x.}
Somme e prodotti di polinomi danno come risultato un nuovo polinomio.

### Somma di due polinomi
Il grado (degree) della somma (o differenza) di due polinomi è minore o uguale al polinomio di grado maggiore. È sempre uguale al massimo tra i due, quando i due polinomi hanno grado differente:
{\displaystyle \deg(P+Q)\leq \max(\deg(P),\deg(Q));}
{\displaystyle \deg(P-Q)\leq \max(\deg(P),\deg(Q)).}
Esempi:
- Il grado di {\displaystyle (x^{3}+x)+(x^{2}+1)=x^{3}+x^{2}+x+1} è 3. Si noti che 3 ≤ max(3, 2)
- Il grado di {\displaystyle (x^{3}+x)-(x^{3}+x^{2})=-x^{2}+x} è 2. Si noti che 2 ≤ max(3, 3)

### Prodotto di un polinomio per uno scalare
Il grado del prodotto di un polinomio per un numero scalare (diverso da zero) è uguale al grado del polinomio:
{\displaystyle \deg(cP)=\deg(P).}
Esempio:
- Il grado di {\displaystyle 2(x^{2}+3x-2)=2x^{2}+6x-4} è 2, che è appunto uguale al grado di {\displaystyle x^{2}+3x-2}.

Si noti che questo non è sempre vero per i polinomi definiti su un anello che contiene un divisore di zero. Ad esempio, in {\displaystyle \mathbf {Z} /4\mathbf {Z} }, {\displaystyle \deg(1+2x)=1}, ma {\displaystyle \deg(2(1+2x))=\deg(2+4x)=\deg(2)=0}. L'insieme dei polinomi aventi coefficienti da un dato campo F e grado minore o uguale a n, forma uno spazio vettoriale (questo insieme non è un anello, e non è chiuso, come mostrato in precedenza).

### Moltiplicazione di due polinomi
Il grado del prodotto di due polinomi definiti su un campo -(oggetto in cui sono definite le operazioni di somma e prodotto, con certe proprietà)- oppure su un dominio d'integrità, è uguale alla somma dei gradi dei due polinomi:
{\displaystyle \deg(PQ)=\deg(P)+\deg(Q).}
Esempio:
- Il grado di {\displaystyle (x^{3}+x)(x^{2}+1)=x^{5}+2x^{3}+x} è {\displaystyle 3+2=5}.

Si noti che ciò non è sempre vero per i polinomi definiti su un anello arbitrario. Ad esempio, in {\displaystyle \mathbf {Z} /4\mathbf {Z} }, {\displaystyle \deg(2x)+\deg(1+2x)=1+1=2}, ma {\displaystyle \deg(2x(1+2x))=\deg(2x)=1}.

### Composizione di due polinomi
Il grado della composizione di due polinomi {\displaystyle P} e {\displaystyle Q} a coefficienti non costanti è uguale al prodotto dei rispettivi gradi:
{\displaystyle \deg(P\circ Q)=\deg(P)\deg(Q).}
Esempio:
- Se {\displaystyle P=(x^{3}+x)}, {\displaystyle Q=(x^{2}+1)}, allora {\displaystyle P\circ Q=P\circ (x^{2}+1)=(x^{2}+1)^{3}+(x^{2}+1)=x^{6}+3x^{4}+4x^{2}+2}, che ha grado d 6.

Si noti che ciò non è sempre vero per i polinomi definiti su un anello arbitrario. Ad esempio, in {\displaystyle \mathbf {Z} /4\mathbf {Z} }, {\displaystyle \deg(2x)\deg(1+2x)=1\cdot 1=1}, ma {\displaystyle \deg(2x\circ (1+2x))=\deg(2+4x)=\deg(2)=0}.

### Grado del polinomio zero
Possiamo affermare correttamente sia che il grado del polinomio zero è indefinito, sia che il grado del polinomio zero può essere definito con un numero negativo (per convenzione −1 o −∞).
Come qualsiasi valore costante, il valore zero può essere considerato come un polinomio (costante), detto polinomio nullo. Questo polinomio non ha termini che non siano nulli, e perciò, propriamente non ha un grado, vale a dire che il suo grado è indefinito.
Le proposizioni precedenti sul grado della somma, prodotto e composizione di polinomi non si applicano se anche uno dei due è un polinomio nullo.
Le formule valgono se si introducono alcune opportune estensioni. È pertanto utile definire il grado di un polinomio-zero, pari a "meno infinito", {\displaystyle -\infty }, e introdurre quindi queste regole aritmetiche
{\displaystyle \max(a,-\infty )=a,}
e
{\displaystyle a+-\infty =-\infty .}
I seguenti esempi illustrano come questa estensione soddisfi quelle di somma, prodotto e composizione di due polinomi:
- Il grado della somma {\displaystyle (x^{3}+x)+(0)=x^{3}+x} è 3. Ciò soddisfa il risultato atteso, cioè che {\displaystyle 3\leq \max(3,-\infty )}.
- Il grado della differenza {\displaystyle (x)-(x)=0} è {\displaystyle -\infty }. E, infatti, vale che: {\displaystyle -\infty \leq \max(1,1)}.
- Il grado del prodotto {\displaystyle (0)(x^{2}+1)=0} è {\displaystyle -\infty }. E, infatti, vale che: {\displaystyle -\infty =-\infty +2}.

## Riduzione delle variabili
In un polinomio, è spesso utile considerare alcune variabili come costanti. Ad esempio, il polinomio
{\displaystyle p=x^{2}+y+2}
può essere considerato anche come polinomio in {\displaystyle x} soltanto, dando a {\displaystyle y} il ruolo di un valore costante. Alternativamente, può essere visto come polinomio in {\displaystyle y} soltanto. Le proprietà dei polinomi che ne risultano possono essere molto diverse tra loro: qui ad esempio {\displaystyle p} ha grado {\displaystyle 2} rispetto a {\displaystyle x}, e solo {\displaystyle 1} rispetto a {\displaystyle y}. Ad esempio, il polinomio
{\displaystyle x^{2}y^{3}+z^{4}}
è di grado {\displaystyle 5}, ma se visto soltanto nelle singole variabili {\displaystyle x} o {\displaystyle y} o {\displaystyle z} ha grado rispettivamente {\displaystyle 2}, {\displaystyle 3} e {\displaystyle 4}.

## Polinomi di una sola variabile
Un polinomio generico con una sola variabile si può rappresentare con la seguente scrittura:
{\displaystyle a_{0}+a_{1}x+a_{2}x^{2}+\dots +a_{n}x^{n},}
con {\displaystyle a_{n}} diverso da zero. Con questa scrittura, {\displaystyle a_{0}} è il termine noto e {\displaystyle n} è il grado. {\displaystyle a_{n}} si dice coefficiente direttivo.
Un tale polinomio è detto:
- monico, se {\displaystyle a_{n}=1};
- completo, se tutti gli {\displaystyle a_{i}} sono diversi da zero, per {\displaystyle 0\leq i\leq n}.

### Radici di un polinomio
Una radice di un polinomio {\displaystyle p(x)} in una sola variabile è un numero {\displaystyle b} tale che
{\displaystyle p(b)=0,}
cioè tale che, sostituito a {\displaystyle x}, rende nulla l'espressione. Quindi se
{\displaystyle p(x)=a_{0}+a_{1}x+a_{2}x^{2}+\dots +a_{n}x^{n},}
il numero {\displaystyle b} è radice se
{\displaystyle p(b)=a_{0}+a_{1}b+a_{2}b^{2}+\ldots +a_{n}b^{n}=0.}
Nel caso di polinomi a coefficienti reali l'insieme delle radici reali di un polinomio {\displaystyle p} si può visualizzare sul piano cartesiano come l'intersezione del grafico della funzione polinomiale {\displaystyle y=p(x)} con l'asse delle ascisse.
In un dominio, un polinomio di grado {\displaystyle n} può avere al più {\displaystyle n} radici distinte. Esistono polinomi senza radici reali, come ad esempio
{\displaystyle x^{2}+1,}
poiché {\displaystyle b^{2}+1>0} per ogni {\displaystyle b} reale. D'altra parte, per il teorema fondamentale dell'algebra ogni polinomio complesso ha esattamente {\displaystyle n} radici complesse, contate con molteplicità. Inoltre, per il teorema delle radici complesse coniugate, se {\displaystyle z_{0}} è una radice di un polinomio a coefficienti reali, allora anche il suo complesso coniugato {\displaystyle {\overline {z_{0}}}} è una radice.
Nella scuola vengono insegnate formule per trovare le radici dei polinomi di primo e secondo grado. Esistono formule analoghe per esprimere la radici di un polinomio di terzo e quarto grado in termini dei coefficienti, utilizzando solamente le quattro operazioni ed estrazioni di radice (la cosiddetta risoluzione per radicali). È stato invece dimostrato nella teoria di Galois che non esiste una formula generale di questo tipo per polinomi dal quinto grado in su.

## Funzioni polinomiali
Sia {\displaystyle A} un anello. A un polinomio
{\displaystyle f(x)=a_{0}+a_{1}x+a_{2}x^{2}+\ldots +a_{n}x^{n},}
a coefficienti in {\displaystyle A} si può associare una funzione polinomiale, che è la funzione da {\displaystyle A} in sé definita da
{\displaystyle b\mapsto f(b)=a_{0}+a_{1}b+a_{2}b^{2}+\ldots +a_{n}b^{n},}
per {\displaystyle b\in A}. Se {\displaystyle A} è finito, allora polinomi diversi possono dare luogo alla stessa funzione. Per esempio se {\displaystyle A=\mathbb {Z} _{p}=\mathbb {Z} /p\mathbb {Z} } è il campo con un numero primo {\displaystyle p} di elementi, allora al polinomio nullo e al polinomio {\displaystyle x^{p}-x} è comunque associata, per il piccolo teorema di Fermat, la funzione che manda ogni elemento di {\displaystyle A} in zero. Lo stesso può valere se {\displaystyle A} è infinito, ma non è un dominio, per esempio se {\displaystyle A} è un'algebra esterna infinita, in cui vale {\displaystyle x^{2}=0} per ogni {\displaystyle x\in A}.
Se invece {\displaystyle A} è un dominio infinito, allora vale il seguente principio d'identità dei polinomi, che afferma che a polinomi diversi sono associate funzioni polinomiali diverse (cioè la funzione sopra descritta che associa a un polinomio una funzione polinomiale è iniettiva):
due polinomi {\displaystyle p} e {\displaystyle q} a coefficienti in un dominio {\displaystyle A} infinito tali che {\displaystyle p(x)=q(x)} per ogni {\displaystyle x\in A} sono uguali.
Questo dipende dal fatto che in un dominio un polinomio non nullo ha solo un numero finito di radici.
Negli esempi che seguono, fissiamo {\displaystyle A} eguale al campo dei numeri reali. A seconda del grado,
un polinomio di grado {\displaystyle 0} è una funzione costante,
un polinomio di grado {\displaystyle 1} è una funzione lineare,
un polinomio di grado {\displaystyle 2} è una funzione quadratica o conica,
un polinomio di grado {\displaystyle 3} è una funzione cubica.

### Esempi
|  |  |
|  |  |

### Derivata
Una funzione polinomiale a coefficienti reali
{\displaystyle p(x)=a_{0}+a_{1}x+a_{2}x^{2}+\ldots +a_{n}x^{n},}
è derivabile e la sua derivata è ancora un polinomio,
{\displaystyle p'(x)=a_{1}+2a_{2}x+\ldots +na_{n}x^{n-1}.}
Ragionando quindi induttivamente, si può quindi affermare che le funzioni polinomiali sono infinitamente derivabili (o lisce) e che la derivata (n+1)-esima di un polinomio di grado {\displaystyle n} è la funzione nulla. In realtà esse sono anche funzioni analitiche.

## Anello di polinomi
Dato un anello {\displaystyle A}, il simbolo
{\displaystyle A[x_{1},\ldots ,x_{n}]}
denota l'insieme di tutti i polinomi nelle variabili {\displaystyle x_{1},\ldots ,x_{n}} con coefficienti in {\displaystyle A}. Ad esempio, {\displaystyle A} può essere un campo come quello dei numeri reali o complessi.
L'insieme {\displaystyle A[x_{1},\ldots ,x_{n}]} risulta essere anch'esso un anello, l'anello dei polinomi in {\displaystyle n} variabili con coefficienti in {\displaystyle A}. Lo studio delle proprietà di questo anello è una parte importante dell'algebra e della geometria algebrica.
Se {\displaystyle A} è un campo, l'anello dei polinomi è un'algebra su {\displaystyle A}, e quando {\displaystyle n=1} è anche un anello euclideo, nel senso che i polinomi possono essere divisi con quoziente e resto come i numeri interi (se {\displaystyle n>1} questo non è vero poiché l'anello di polinomi non è un dominio ad ideali principali).

### Esempi
- {\displaystyle \mathbb {Z} [x]} non è un dominio ad ideali principali, e quindi neanche un anello euclideo. Infatti l'ideale {\displaystyle (2,x)} generato dai polinomi {\displaystyle 2} e {\displaystyle x} non è principale.
- {\displaystyle \mathbb {R} [x,y]} non è un dominio ad ideali principali, e quindi neanche un anello euclideo. Infatti l'ideale {\displaystyle (x,y)} generato dai polinomi {\displaystyle x} e {\displaystyle y} non è principale.
- {\displaystyle K[x]}, se {\displaystyle K} è un campo, è un dominio euclideo.
- Il principio di identità dei polinomi vale solo su domini infiniti. Ad esempio, se {\displaystyle K} è il campo finito con due elementi, cioè {\displaystyle K\cong \mathbb {Z} /2\mathbb {Z} ,} allora il polinomio {\displaystyle f(x)=x+x^{2}} è tale che {\displaystyle f(x)=0} per ogni {\displaystyle x\in K} in (cioè {\displaystyle 0} e {\displaystyle 1}), benché non sia il polinomio nullo.

### Derivata formale
Il calcolo della derivata di un polinomio si estende come definizione di derivata (chiamata derivata formale) nel caso in cui il polinomio abbia coefficienti in un anello {\displaystyle A}, anche in assenza del calcolo infinitesimale. Molte delle proprietà della derivata si estendono anche alla derivata formale.

## Somme di potenze di radici
Siano {\displaystyle \lambda _{1},\ldots ,\lambda _{n}} le n radici di un polinomio di grado {\displaystyle n}, e sia {\displaystyle s_{k}=\lambda _{1}^{k}+\ldots +\lambda _{n}^{k}}.
Allora
- se {\displaystyle 1\leq k\leq n} si ha che {\displaystyle s_{k}+a_{k-1}s_{k-1}+\ldots +a_{n-k+1}s_{1}+a_{n-k}\cdot n=0;}
- se {\displaystyle k>n} si ha che {\displaystyle s_{k}+a_{n-1}s_{k-1}+\ldots +a_{1}s_{k-n+1}+a_{0}s_{k-n}=0.}

### Casi particolari

#### Caso particolaren=2{\displaystyle n=2}
Per le relazioni tra radici e coefficienti, un polinomio di secondo grado si può scrivere nella forma
{\displaystyle x^{2}-Sx+P,}
dove
- {\displaystyle S=\lambda _{1}+\lambda _{2},}
- {\displaystyle P=\lambda _{1}\lambda _{2}.}

Allora
- {\displaystyle s_{1}=\lambda _{1}+\lambda _{2}=S,}
- {\displaystyle s_{2}=\lambda _{1}^{2}+\lambda _{2}^{2}=S^{2}-2P.}

#### Caso particolaren=3{\displaystyle n=3}
Per le relazioni tra radici e coefficienti un polinomio di terzo grado si può scrivere nella forma
{\displaystyle x^{3}-Sx^{2}+Qx-P,}
dove
- {\displaystyle S=\lambda _{1}+\lambda _{2}+\lambda _{3},}
- {\displaystyle Q=\lambda _{1}\lambda _{2}+\lambda _{2}\lambda _{3}+\lambda _{3}\lambda _{1},}
- {\displaystyle P=\lambda _{1}\lambda _{2}\lambda _{3}.}

Allora
- {\displaystyle s_{1}=\lambda _{1}+\lambda _{2}+\lambda _{3}=S,}
- {\displaystyle s_{2}=\lambda _{1}^{2}+\lambda _{2}^{2}+\lambda _{3}^{2}=S^{2}-2Q,}
- {\displaystyle s_{3}=\lambda _{1}^{3}+\lambda _{2}^{3}+\lambda _{3}^{3}=S^{3}-3SQ+3P.}